# 龙潭镇 (龙岩市)
龙潭镇是中国福建省龙岩市永定县下辖的一个镇，位于永定县东北部。
龙潭镇原属抚市镇。1992年，从抚市乡拆出龙潭乡。1997年，龙潭乡改设龙潭镇。 
龙潭镇共辖7个行政村，分别是上在村、上西村、枫林村、龙潭村、铜联村、联中村、虞溪村。